# Петърлаш
Петърла̀ш или Пъртела̀ш (на сръбски: Петерлаш или Peterlaš, до 2009 Петрлаш или Petrlaš) е село в Западните покрайнини, община Цариброд, Пиротски окръг, Сърбия.

## География
Село Петърлаш се намира в района, известен като Забърдие (Забърге), на 6 километра северозападно от Цариброд, в карстов район. От общинския център го дели бърдото Козарица.
Землището на селото обхваща 21 кв. км и граничи със землищата на Цариброд и Пъскашия на юг и югозапад, Чиниглавци и Велико село на запад, Одоровци и Гуленовци на север, Смиловци на североизток и Радейна на изток.
Махалите на селото са: Горна махала, Долна махала и Сред село.

## История
В пещерите край Петърлаш са намерени керамични съдове от Бронзовата и Желязната епоха. В селото и край него са намерени останки и от следващите епохи.
Селото се споменава в османо-турски документи от 1447 година. През първия период османското владичество то е било изцяло или частично войнушко. Тогава Петърлаш е включено в състава на каазата Шехиркьой (Пирот). 
В съкратен регистър на Пиротския кадилък от 1530 година Петърлаш е отбелязано като село с 16 домакинства, 7 неженени жители и една вдовица. Други 39 домакинства са войнушки, част от джемаата на Радивой, син на Станко от село Турка. В османски данъчни регистри на немюсюлманското население от 1623-1624 година селото е отбелязано под името Петралаш с 26 джизие ханета (домакинства).
През 60-те години на 19 век през землището на селото е прокаран т.нар. Митхадпашов път, който свързва Пирот с Петрохан (Днес този път не се използва, но останки от калдъръма му може още да се видят).
По време на сръбската окупация от 1878 година и първата половина на 1879 година Петърлаш спада към Височкия срез на Пиротски окръг. От 1879 до 1920 година е в границите на България. Граничната линия, прокарана по силата на Берлинския договор, оставя една част от землището на Петърлаш в Сърбия. В Княжество България селото е част от Царибродска околия, Трънски окръг и е част от община Смиловци. През 1882 година в селото се открива основно училище.
По време на Сръбско-българската война, на 2 ноември 1885 г. една чета от царибродското опълчение води край селото отбранителен бой срещу настъпващи сръбски кавалерийски и пехотни части, като е принудена да се оттегли към Калотина. На 11-13 ноември българските войски водят край селото настъпателни сражения със сръбски части.
Осем жители на Петърлаш загиват в Балканските войни (1912-1913).
| Загинали в Балканските войни (1912-1913) | Загинали в Балканските войни (1912-1913) | Загинали в Балканските войни (1912-1913) | Загинали в Балканските войни (1912-1913) | Загинали в Балканските войни (1912-1913)        | Загинали в Балканските войни (1912-1913) | Загинали в Балканските войни (1912-1913) | Загинали в Балканските войни (1912-1913)                                                 |
| Номер                                    | Имена                                    | Чин                                      | Военна част                              | Дата и място на смъртта                         | Убит или починал                         | Място на гроба                           | Източник                                                                                 |
| ---------------------------------------- | ---------------------------------------- | ---------------------------------------- | ---------------------------------------- | ----------------------------------------------- | ---------------------------------------- | ---------------------------------------- | ---------------------------------------------------------------------------------------- |
| 1.                                       | Давидко Дойчев Киров                     |                                          | 25 Драгомански полк, 2 рота              | 5 юли 1913, връх Ченгене Калеси, Горноджумайско | убит                                     | връх Ченгене Калеси                      | ДВИА, ф.39, оп.1, а.е. 5, л. 2 Архив на оригинала от 2016-09-19 в Wayback Machine.       |
| 2.                                       | Мито Мадев                               | редник                                   | 25 Драгомански полк, 2 рота              | 6 ноември 1912, Албасан, Чаталджанско           | убит                                     | с. Албасан                               | ДВИА, ф.39, оп.1, а.е.10., л.80. Архив на оригинала от 2016-09-19 в Wayback Machine.     |
| 3.                                       | Митю Станчев                             | ефрейтор                                 | 25 Драгомански полк, 4 рота              | 19 юни 1913, Богородица, Гевгелийско            | убит                                     | Богородица                               | ДВИА, ф.39, оп.1, а.е.10., л.95 Архив на оригинала от 2016-09-19 в Wayback Machine.      |
| 4.                                       | Михаил Йоцов                             | редник                                   | 38 пехотен полк, 14 рота                 | 18 февруари 1913, Чорлу                         | починал                                  | Чорлу                                    | ДВИА, ф. 39, оп. 1, а.е. 10, л. 111. Архив на оригинала от 2016-09-19 в Wayback Machine. |
| 5.                                       | Нако Йосифов Киров                       | редник                                   | 25 Драгомански полк, 1 рота              | 19 юни 1913, Негован, Кукушко                   | убит                                     | Негован                                  | ДВИА, ф. 39, оп. 1, а.е. 11, л. 6. Архив на оригинала от 2016-09-19 в Wayback Machine.   |
| 6.                                       | Петър Димчов                             | редник                                   | 56 пехотен полк, 8 рота                  | 3 юли 1913, позиция Папаз гьол, Разложко        | убит                                     | поз. Папаз Гьол                          | ДВИА, ф. 39, оп. 1, а.е. 12, л. 98. Архив на оригинала от 2016-09-19 в Wayback Machine.  |
| 7.                                       | Спас Георгиев Пецев                      | редник                                   | 25 Драгомански полк, 10 рота             | 7 април 1913, София                             | починал                                  | София                                    | ДВИА, ф. 39, оп. 1, а.е. 14, л. 37. Архив на оригинала от 2016-09-19 в Wayback Machine.  |
| 8.                                       | Тасю Гогов                               | редник                                   | 38 пехотен полк, 14 рота                 | 14 ноември 1912, с. Фенер, Чаталджанско         | убит                                     | с. Фанасакрис                            | ДВИА, ф. 39, оп. 1, а.е. 15, л. 10. Архив на оригинала от 2016-09-19 в Wayback Machine.  |

При включването на България в Първата световна война, към 1 октомври 1915 година в Петърлаш е разположен щабът на 25 Драгомански полк. Седем местни жители са наградени с военни отличия за участието им в Първата световна война.
| Наградени в Първата световна война (1915-1918) | Наградени в Първата световна война (1915-1918) | Наградени в Първата световна война (1915-1918) | Наградени в Първата световна война (1915-1918)            | Наградени в Първата световна война (1915-1918)                            | Наградени в Първата световна война (1915-1918)               | Наградени в Първата световна война (1915-1918)                           |
| Номер                                          | Имена                                          | Чин                                            | Военна част                                               | Награден с                                                                | Мотиви за награждаването                                     | Източник                                                                 |
| ---------------------------------------------- | ---------------------------------------------- | ---------------------------------------------- | --------------------------------------------------------- | ------------------------------------------------------------------------- | ------------------------------------------------------------ | ------------------------------------------------------------------------ |
| 1.                                             | Алекси Дойчев Киров                            | старши подофицер                               | 42 пехотен полк, 11-а рота                                | Знак на военния орден „За храброст“, III ст.                              | за бойни отличия във войната през 1915–1916 г.               | ДВИА, ф. 40, оп. 1, а.е. 100, л. 47                                      |
| 2.                                             | Асен Петров                                    | редник                                         | 25-и пехотен полк                                         | Войнишки кръст „За храброст“, IV ст.                                      | за отличие във войната срещу румънците                       | ДВИА, ф. 40, оп. 1, а.е. 101, л. 615                                     |
| 3.                                             | Давидко Митов Колев                            | младши подофицер                               | 42 пехотен полк, 8-а рота                                 | Знак на военния орден „За храброст“, IV ст.                               |                                                              | ДВИА, ф. 40, оп. 1, а.е. 100, л. 47                                      |
| 4.                                             | Делчо Христов Кръстев                          | редник                                         | 25-и пехотен полк, картечна рота                          | Военен орден „За храброст“, IV ст.                                        | за бойни отличия във войната със Сърбия през 1915 г.         | ДВИА, ф. 40, оп. 1, а.е. 100, л. 36-37                                   |
| 5.                                             | Никола Петров Павлов                           | бомбардир                                      | 17 артилерийски скорострелен полк, 3-та планинска батарея | Военен орден „За храброст“, IV ст.                                        |                                                              | ДВИА, ф. 40, оп. 1, а.е. 100, л. 180-181                                 |
| 6.                                             | Петър Дойчев Георгиев [Петър Дойчов Георгев]   | старши подофицер                               | 58 пехотен полк, 3-та рота                                | Войнишки кръст „За храброст“, IV ст.; Военен орден „За храброст“, ІІІ ст. | за показана храброст и военни заслуги в боевете през 1916 г. | ДВИА, ф. 40, оп. 1, а.е. 101, л. 243; ф. 40, оп. 1, а.е. 101, л. 576-577 |
| 7.                                             | Петър Тодоров                                  | младши подофицер                               | 25-и пехотен полк                                         | Войнишки кръст „За храброст“, IV ст.                                      | за отличие във войната срещу румънците                       | ДВИА, ф. 40, оп. 1, а.е. 101, л. 615                                     |

От ноември 1920 година до април 1941 година и от 1944 година Петърлаш е в състава на Сърбия (Кралство на сърби, хървати и словенци, Югославия). През 1941-1944 година Петърлаш, както и останалите села в Западните покрайнини, е под българско управление.
През 1968 година училището в селото е закрито. През 1970 година Петърлаш е електрифицирано.

## Население
Населението на Петърлаш е предимно българско. Според данните от преброяванията то се разпределя по следния начин:
- 1881 г. – 390 д.
- 1887 г. – 477 д.
- 1892 г. – 505 д.
- 1900 г. – 536 д.
- 1905 г. – 575 д.
- 1921 г. – 620 д.
- 1948 г. – 610 д.
- 1953 г. – 572 д.
- 1961 г. – 428 д.
- 1971 г. – 277 д.
- 1981 г. – 148 д.
- 1991 г. – 81 д.
- 2002 г. – 33 д.

## Културни и природни забележителности
- Църква „Св. Троица“, строена в средата на 19 век. Изградена е от дялан камък, покрита с каменни плочи, а по-късно е препокрита с керемиди.[11] За иконостаса се знае, че е от 1892 г.[11] Според местни предания на мястото на сегашната църква е имало друга. Селският патронен празник е „Св. Троица“. Пред църковния двор се извисява бор, който навремето е бил донесен от Рилския манастир от местен селянин на име Кирил Павлов, който също така донесъл през 1903 г. и камбаната на църквата от Самоков.[11]
- Останки от по-стар храм в местността Горешняк, за който се твърди, че е бил първият манастир „Св. Кирик и Юлита“, който по-късно е изместен в района на село Смиловци, където и до днес функционира - Смиловския манастир.[11]
- На север от селото се намират няколко известни в Сърбия пещери, които често са наричани и Одоровски по името на съседното село Одоровци. Те са Главна пещера (Попова печ), открита през 1966 година и изследвана след 1968, Кристална (Данчулица), Джеманска пропаст, Тъвна дупка, Неделина дупка и Оджина (Ходжина) дупка или Яма.

## Личности
Родени в Петърлаш
- Янаки (Йоники, рождено име Здравко) – дългогодишен игумен на Погановския манастир „Св. Йоан Богослов“ през първата половина на 19 век
- Костадин Велков - деец на ВЗРО „Въртоп“[12]

Починали в Петърлаш
- Колю Тенчев, български военен деец, поручик, загинал през Междусъюзническата война[13]